# Aoi (Schiff)
Die Aoi (japanisch あおい) ist ein 2022 in Dienst gestelltes Fährschiff der japanischen Reederei Jumbo Ferry. Sie steht auf der Strecke von Kōbe nach Shōdoshima und Takamatsu im Einsatz.

## Geschichte
Die Aoi entstand unter der Baunummer 822 in der Werft von Naikai Zosen in Onomichi und lief am 28. Mai 2022 vom Stapel. Nach ihrer Ablieferung an Jumbo Ferry am 30. September 2022 nahm sie am 22. Oktober den Dienst von Kōbe nach Shōdoshima und Takamatsu auf. Das Schiff ersetzte hierbei die 1989 in Dienst gestellte Konpira 2, die kurz darauf zum Abbruch ging.
Die Aoi ist das bislang größte Fährschiff für Jumbo Ferry. Sie bedient gemeinsam mit der bereits 1990 in Dienst gestellten Ritsurin 2 den Kōbe-Shōdoshima-Takamatsu-Liniendienst.
Zur Ausstattung der Aoi gehört ein Restaurant mit Udon-Gerichten, eine Lounge, ein Café, ein Sentō mit Panoramaaussicht sowie ein Aussichtsbalkon mit Glasboden und Fußbad. Auf dem obersten Deck befindet sich eine Sky-Terrasse mit künstlicher Rasenfläche. Die Passagiere an Bord der Aoi sind entweder in Privatkabinen oder in öffentlichen Ruheräumen mit Liegesitzen untergebracht. Zudem verfügt das Schiff über einen nur für Frauen gedachten Schlafsaal sowie Privatkabinen zur Unterbringung von Haustieren.